# Sainte-Anne-d'Auray
Sainte-Anne-d'Auray är en kommun i departementet Morbihan i regionen Bretagne i nordvästra Frankrike. Kommunen ligger i kantonen Auray som tillhör arrondissementet Lorient. År 2022 hade Sainte-Anne-d'Auray 2 837 invånare.

## Befolkningsutveckling
Antalet invånare i kommunen Sainte-Anne-d'Auray
| Referens: INSEE |